# Magirus-Deutz
Magirus-Deutz — немецкий производитель грузовых автомобилей, автобусов, пожарных автомобилей и армейских моделей, который входил в состав Klöckner-Humboldt-Deutz AG и создан на базе Ульмского завода по производству пожарных автомобилей Magirus. Логотипом является Ульмский собор с буквой M. Модели комплектовались двигателями внутреннего сгорания KHD с воздушным охлаждением. После успешных продаж моделей в 1950-х и 1960-х годах в 1970-х годах случился кризис, что заставило объединить компании Magirus-Deutz с Iveco. Компания была упразднена в 1983 году.
В 1970-х годах модели поставлялись в СССР. Экспортировали четыре модели: бортовой трёхосный 290D26L грузоподъёмностью 16,6 т; двухосный самосвал 232D19К грузоподъёмностью 10 т, бортовой двухосный 232D19L грузоподъёмностью 11,5 т и массой 5,125 т, а также трёхосный самосвал 290D26К. Соглашение было подписано в октябре 1974 года.

## Галерея

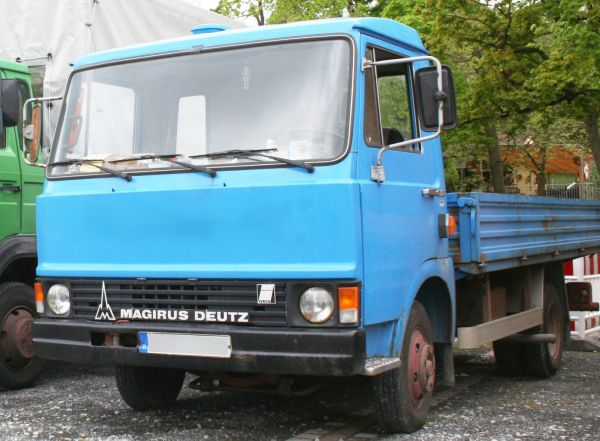
Magirus-Deutz 90M5,3
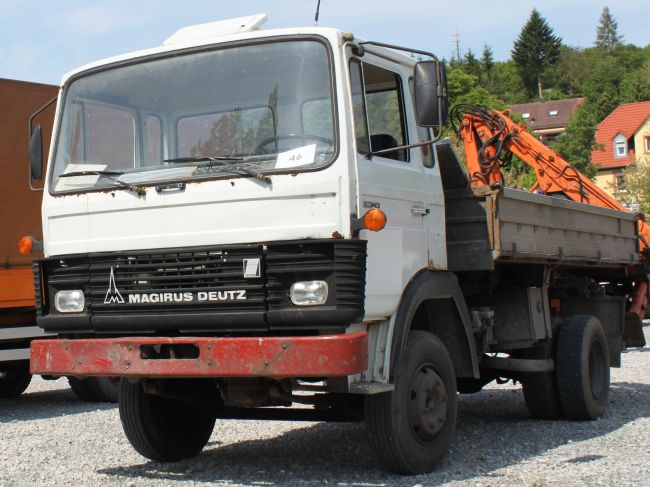
Magirus-Deutz 130M8FK
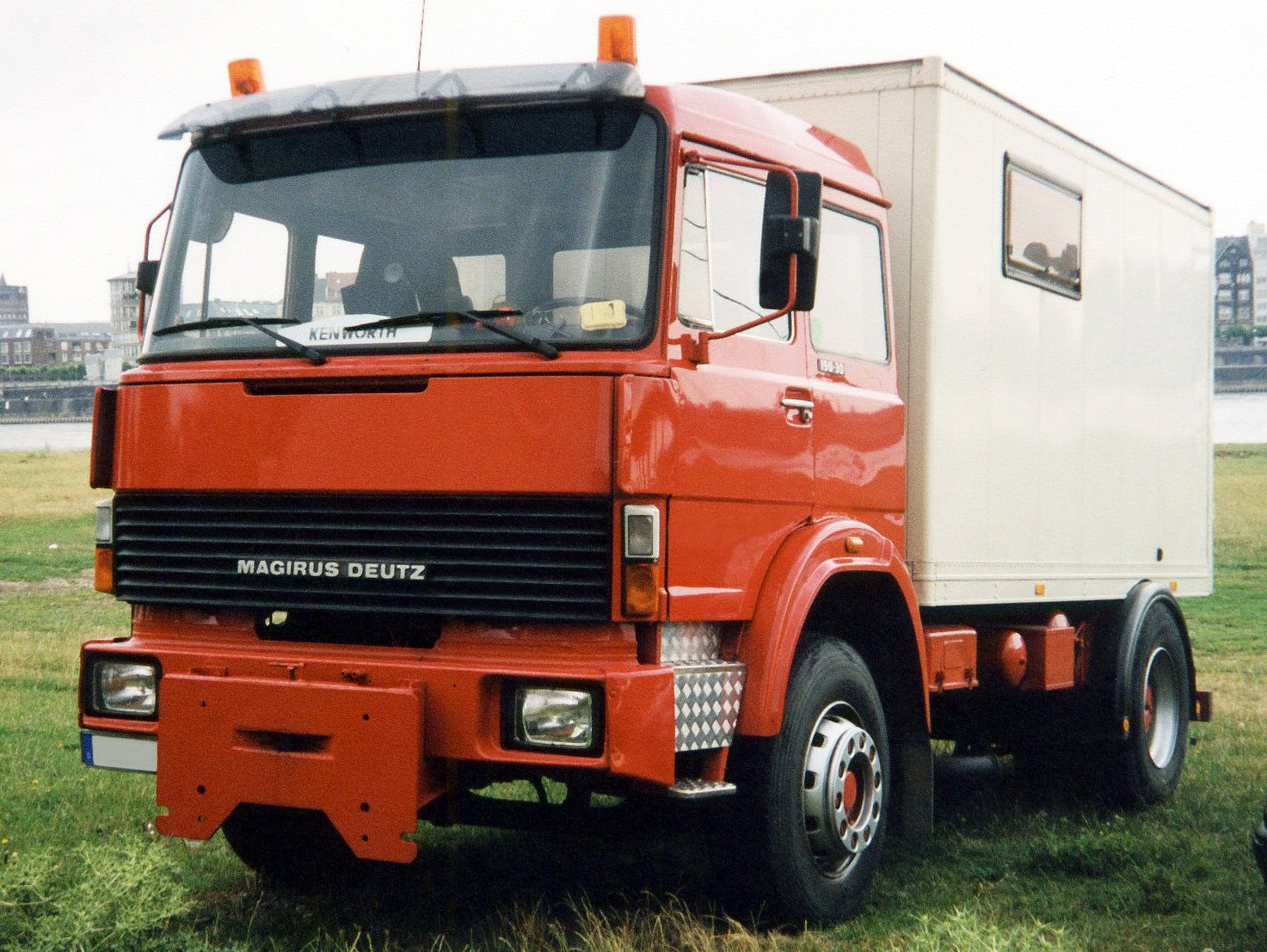
Magirus-Deutz 190-30
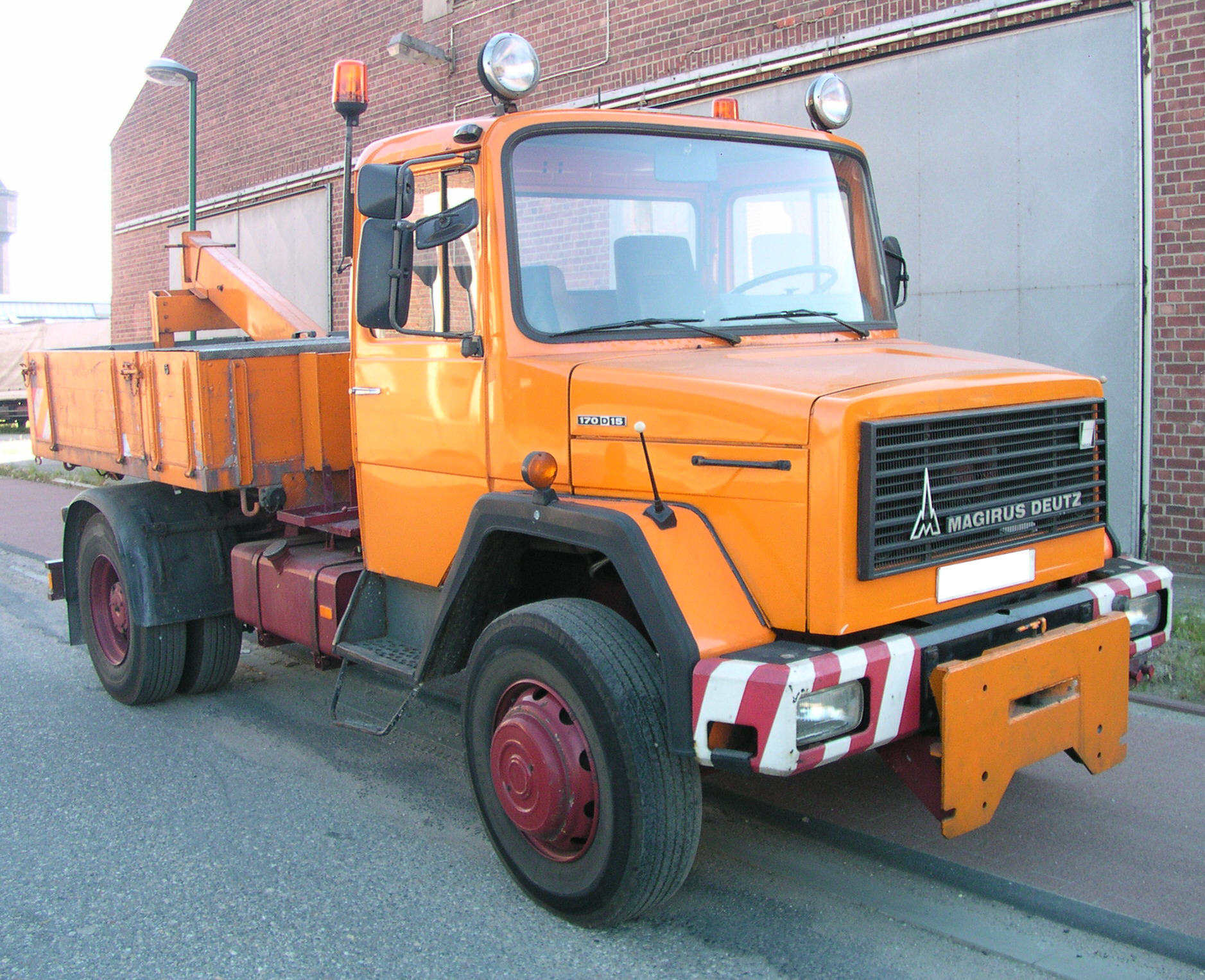
Magirus-Deutz 170D15